# Der Holland Job
Der Holland Job ist ein Kollaboalbum der deutschen Rapper Haftbefehl und Xatar, die im Rahmen dieser Zusammenarbeit unter dem Namen Coup auftraten. Das Album erschien am 12. August 2016 beim Label Four Music.

## Geschichte

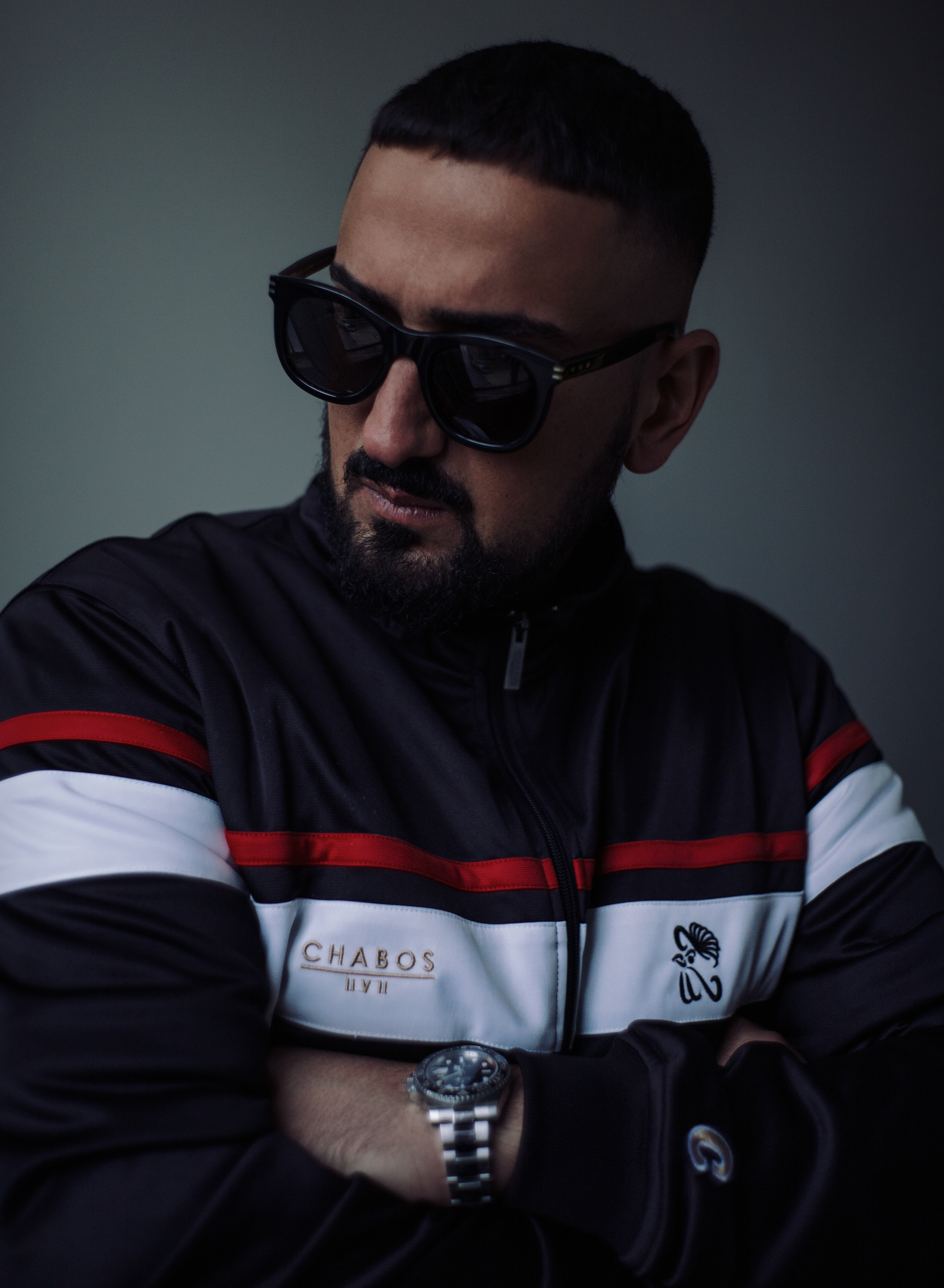
Haftbefehl

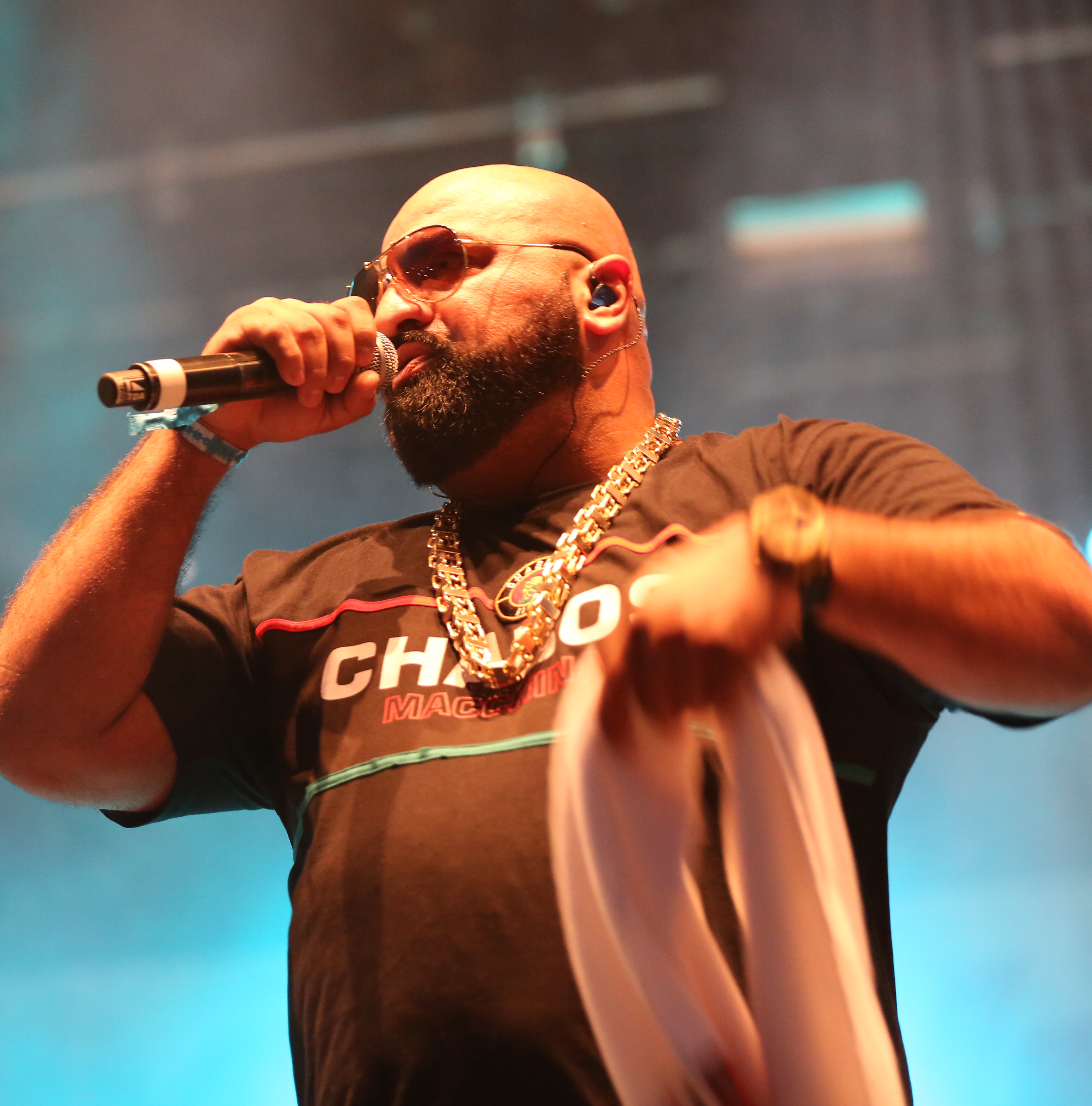
Xatar

Am 1. Mai 2016 waren Haftbefehl und Xatar bei der Fernsehsendung Studio Amani zu Gast, welche beide vorzeitig verließen. Daraufhin löschten beide Rapper ihre Profile auf Facebook und Instagram sowie ihre Videos auf YouTube. Später wurde bekannt, dass es sich dabei um eine Promo-Aktion für das Album handelte, welches die beiden unter dem Namen Coup veröffentlichen wollten.
Die erste Singleauskopplung AFD wurde am 8. Juli 2016 als digitale Single veröffentlicht. Die Abkürzung steht für „Ausländer für Deutschland“ und ist angelehnt an die Alternative für Deutschland, deren Positionen zur Flüchtlingspolitik im Song mit ironischem Unterton kritisiert werden. Weitere Single-Auskopplungen folgten mit 500 am 22. Juli und Ich zahle gar nix am 29. Juli. Das Album erschien schließlich am 12. August 2016 auf digitalen Vertriebswegen, auf CD und als Boxset.
An der Entstehung des Albums waren mehrere Produzenten beteiligt. Die meisten Instrumentals stammen dabei vom Produzenten-Duo „Die Achse“, bestehend aus Bazzazian und Farhot, die an sieben Instrumentals mitwirkten. Weitere Produktionen stammen unter anderem von Tai Jason, Brenk Sinatra und Reaf. Aufgenommen wurde das Album von Choukri Gustmann in den Azzlack Studios in Frankfurt am Main. Das Album wurde von Lex Barkey abgemischt, für das Mastering war Hans-Philipp Graf zuständig.

## Kurzfilm
Als Promotion für das Album wurde ein dreiteiliger Kurzfilm veröffentlicht, der ebenfalls den Namen Der Holland Job trägt. Der Film ist ein als Gangsterkomödie umgesetztes Heist-Movie, in dem es um einen von Xatar und Haftbefehl durchgeführten Kunstraub geht. Fabian Köster spielt im Film eine Nebenrolle, zudem haben die Rapper Celo & Abdi, Schwesta Ewa, SSIO und Hanybal Gastauftritte.

## Titelliste
| #  | Titel                               | Produzenten              | Länge |
| -- | ----------------------------------- | ------------------------ | ----- |
| 1  | Tret die Tür ein                    | Die Achse                | 2:56  |
| 2  | 500                                 | Tai Jason                | 2:27  |
| 3  | Gib Geld (feat. Haiyti)             | Die Achse                | 2:53  |
| 4  | Ich zahle gar nix                   | Die Achse                | 2:52  |
| 5  | Paranoid (feat. Yonii)              | Die Achse                | 3:37  |
| 6  | Kanack                              | Brenk Sinatra, Die Achse | 3:19  |
| 7  | Gib ma her                          | Baibu                    | 2:59  |
| 8  | Tach Tach                           | Enginearz                | 3:04  |
| 9  | Zwei Rolys pro Arm                  | Reaf                     | 2:43  |
| 10 | Alles Kebap                         | Choukri                  | 3:27  |
| 11 | Lauf der Dinge (feat. Joy Denalane) | Die Achse                | 3:16  |
| 12 | Sie killt für mich                  | Baibu                    | 2:41  |
| 13 | AFD                                 | Die Achse                | 3:11  |

## Rezeption
Das Hip-Hop-Magazin Juice bewertete Der Holland Job mit fünf von sechs Kronen. Laut Redakteur Jakob Paur sei das Album ein „knallendes Explosivgemisch“, auf dem sich Xatar und Haftbefehl „als eingespieltes Team entpuppen“. Es bestehe aus „drückenden, kurzweiligen Songs, deren energischer Delivery sich der Hörer kaum entziehen kann“ und sorge für „Kopfkino mit Kopfnick-Garantie“. Auch Steffen Bauer von MZEE attestierte dem Album „großen Unterhaltungswert“ und bewertete es insgesamt positiv: „Zum einen wissen die Produktionen (…) über die gesamte Spieldauer zu überzeugen. Zum anderen harmonieren Xatar und Haftbefehl auf ihrem Kollabo-Album einfach sehr gut miteinander.“ Daher gelinge es den beiden „Schwergewichten“ des Deutschraps, ihr Standing in der Szene mit dem Album „eindrucksvoll zu untermauern“.
Salwa Houmsi rezensierte das Album für das Magazin Intro und schrieb, Der Holland Job liefere „nicht nur genügend Hits für eine kollektive Bass-Ohnmacht, sondern auch Tracks zum Kater-Kopfnicken am Morgen darauf“. Mit dem Refrain auf Gib Geld, der von Haiyti stammt, würden Haftbefehl und Xatar außerdem zeigen, „dass sie den Überblick über den Zeitgeist nicht verloren haben“.
Oliver Marquardt von Rap.de bewertete das Album ebenfalls positiv und charakterisierte es wie folgt: „Es bietet zwei angriffslustige, hungrige Protagonisten in Bestform, es bietet hervorragende Beats von Meistern ihres Fachs (Farhot, Bazzazian, Brenk Sinatra, Tai Jason), kurzum: Es ist Straßenrap auf das Wesentliche reduziert. Ein starkes, kompromissloses Stück harter Rap mit Niveau.“ Daher habe sich seine „Annahme, dass Xatar und Haft das neue deutsche Dreamteam sind, (…) voll bestätigt“.
Das Online-Musikmagazin Laut.de vergab vier von fünf Sternen für Der Holland Job. Redakteur Holder Grevenbrock schrieb, das Kollaboalbum sei „Musik in den Ohren derer, die nach dreckigen, ehrlichen Raps lechzen“ und „ein mehr als solides Gangstarap-Album“. Zudem habe jeder der beteiligten Produzenten „ausschließlich feinste Ware abgeliefert“. Allerdings stellte er dennoch fest: „Für den ganz großen Coup reicht es nicht.“ Pascal Bremmer von Plattentests.de bewertete das Album mit 7 von 10 Punkten. Er stellte die Authentizität von Xatar und Haftbefehl positiv heraus und benannte den Song Ich zahle gar nix als Höhepunkt des Albums.
Im österreichischen Hip-Hop-Magazin The Message wurde das Album im Rahmen der Rubrik „Pro & Contra“ von zwei Redakteuren rezensiert. Während Colin Smith dem Album vier von fünf möglichen Punkten gab, bewertete Max Cornelius das Album mit zwei Punkten eher negativ. Colin Smith schrieb: „Xatar und Haftbefehl kombinieren ihre unterschiedliche Herangehensweisen vorbildlich und gehen dabei keinen halbgaren Kompromiss ein.“ Zudem lobte er die gelungenen Produktionen des Albums und die „gekonnten Songkonzepte, die dafür sorgen, dass der Großteil der Songs für sich stehen kann“. Daher sei Der Holland Job ein „verdammt gutes Album“ sowie ein „klarer Höhepunkt des Jahres“ 2016. Max Cornelius dagegen kritisierte, dass das Album nur in einem „oberflächlich schönen Licht“ erstrahle, da „der künstlerische Hunger, ohne den Haftbefehl und Xatar nicht ihre Karriere hingelegt hätten“, nicht beim Hörer ankomme. Das Album schöpfe das vorhandene Potenzial nicht aus und wirke „passionslos und nicht zu Ende durchdacht“.
Aria Nejati von Hiphop.de beschäftigte sich mit dem Zusammenspiel aus Album und dazugehörigem Kurzfilm. Das Album lasse „im Titel zwar erahnen, dass es filmisch zugeht“, ziehe „das Vorhaben aber nicht konsequent durch“. Der Kurzfilm sei zwar „amüsant“, der Plot allerdings „lose, chaotisch, komödiantisch“. Mit dem in Film und Albumtitel genannten Holland Job habe das Album musikalisch „wenig bis gar nichts zu tun“. Die Platte beschränke „sich im Wesentlichen auf Hau-Drauf-Tracks und verzichtet im Großen und Ganzen auf einen dramatischen Spannungsbogen“.

## Chartplatzierungen
Der Holland Job stieg am 19. August 2016 auf Platz eins in die deutschen Albumcharts ein und konnte sich mit Unterbrechungen sechs Wochen in den Top 100 halten. Für Xatar ist es somit das zweite, für Haftbefehl das erste Nummer-Eins-Album der Karriere. Zudem belegte das Album in derselben Woche den ersten Platz in den deutschen Hip-Hop-Charts und blieb dort insgesamt vier Wochen in den Top 10. In Österreich und in der Schweiz erreichte das Album ebenfalls die Spitzenposition der Charts.
| ChartsChartplatzierungen | Höchstplatzierung | Wochen |
| ------------------------ | ----------------- | ------ |
| Deutschland (GfK)        | 1 (6 Wo.)         | 6      |
| Österreich (Ö3)          | 1 (3 Wo.)         | 3      |
| Schweiz (IFPI)           | 1 (4 Wo.)         | 4      |